# Ludolf Nielsen
Karl Henrik Ludolf Nielsen (29 de enero de 1876-16 de octubre de 1939) fue un compositor, violinista, director de orquesta y pianista danés.

## Biografía
Nielsen nació en Nørre Tvede, Dinamarca, aunque su familia carecía de antecedentes musicales Ludolf se sintió interesado por la música a una edad muy joven. Después de un par de años tomando clases de violín de violinistas de la zona, a los ocho años ya tocaba en festivales locales. En su adolescencia, se trasladó a Copenhague, donde tuvo contacto con una sociedad más musical. Con 19 años,  ganó una beca para la Real Academia Danesa de Música tras un concurso, donde estudió violín, piano y teoría musical. Supuestamente, su talento para la composición era autodidacta.
Cuando contaba con aproximadamente 20 años, Nielsen comenzó a componer música, y la Orquesta del Tivoli lo contrató como violinista. Algunas de sus obras se interpretaron en 1899, pero su primer gran éxito fue con el poema sinfónico Regnar Lodbrog, que le valió una beca adicional que le dio la oportunidad de pasar tiempo en Leipzig, donde compuso un par de cuartetos de cuerda. Regresó a Copenhague y fue director de la orquesta del Tivoli. En 1902, compuso su Primera Sinfonía, y el poema sinfónico De las Montañas entre 1903 y 1905. Justo después de su matrimonio en 1907, Nielsen compuso un Romance para violín (1908) y su Segunda Sinfonía (1907-1909).
Como muchos otros artistas, la Primera Guerra Mundial tuvo un profundo efecto en Nielsen. Apenas compuso hasta 1914, cuando compuso su Tercera Sinfonía en do. Después de la Guerra, se convirtió en profesor particular de música y, finalmente, volvió a componer. Las dos obras más importantes de este período son su ballet Lackschmi (1922) y la suite orquestal Skovvandring (Paseo por el bosque), junto con casi 100 lieder.
Entre 1926 y 1939, Ludolf trabajó como programador para la radio danesa y, con la excepción de un par de obras de teatro para la radio, dejó de componer. El 16 de octubre de 1939, a la edad de 63, murió en Copenhague.